# Phylloscopus sibilatrix
Il luì verde (Phylloscopus sibilatrix (Bechstein, 1793)) è un uccello passeriforme tradizionalmente inquadrato nella famiglia Sylviidae, ma da una recente revisione filogenetica attribuito alla famiglia Phylloscopidae.

## Descrizione
Rispetto agli altri Luì è più grande, infatti raggiunge i 12 cm di lunghezza media e i 10 grammi di peso ed ha una apertura alare di 21–23 cm. Maschio e femmina sono all'apparenza praticamente indistinguibili: il groppone e il dorso sono di colore verde oliva; la gola, i lati della testa – compreso il sopracciglio – e la parte superiore del petto sono gialli; il ventre è biancastro. Il becco è rosa arancio nella parte inferiore e nerastro superiormente.

## Distribuzione e habitat
È diffuso in Eurasia e sverna in Africa equatoriale. In Italia nidifica sulle Alpi, fino a 1.200-1.300 metri di quota, e sull'Appennino centrale. La Sila (Appennino Calabro), viene indicata come limite meridionale per la riproduzione certa della specie in Italia ed Europa. 
Predilige boschi umidi e ombrosi con scarso sottobosco, faggete, querco-carpineti, castagneti, alnete, betulleti, pinete, peccete e boschi misti.

## Biologia

### Canto
Il canto del luì verde è un trillo protratto che si avvia lentamente, per poi accelerare e decrescere sul finale.

### Alimentazione
Si nutre principalmente di insetti, prevalentemente lepidotteri e ditteri, e delle loro larve. Talora la dieta viene integrata con piccole bacche.

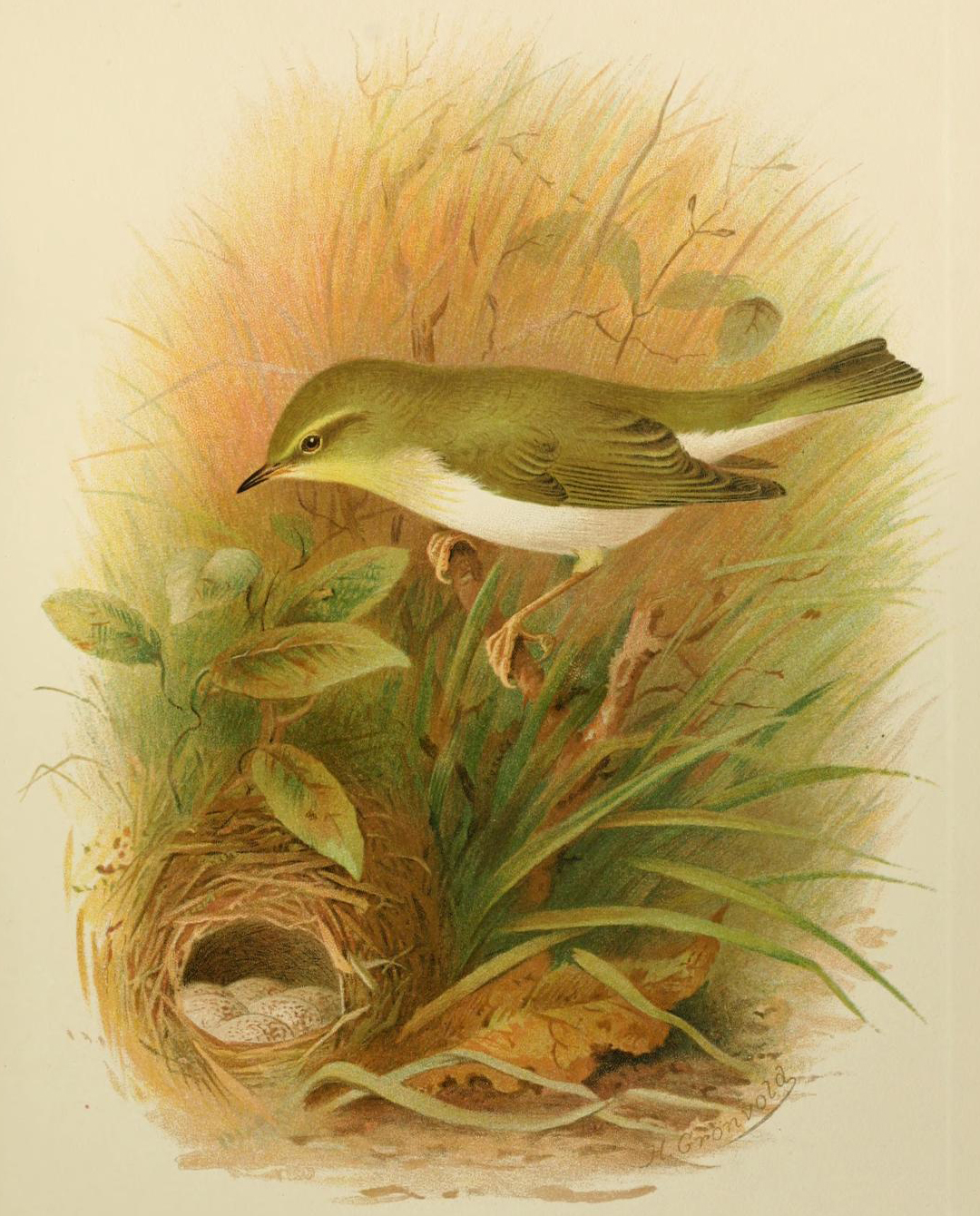
Il luì verde costruisce il nido sul terreno.

### Riproduzione

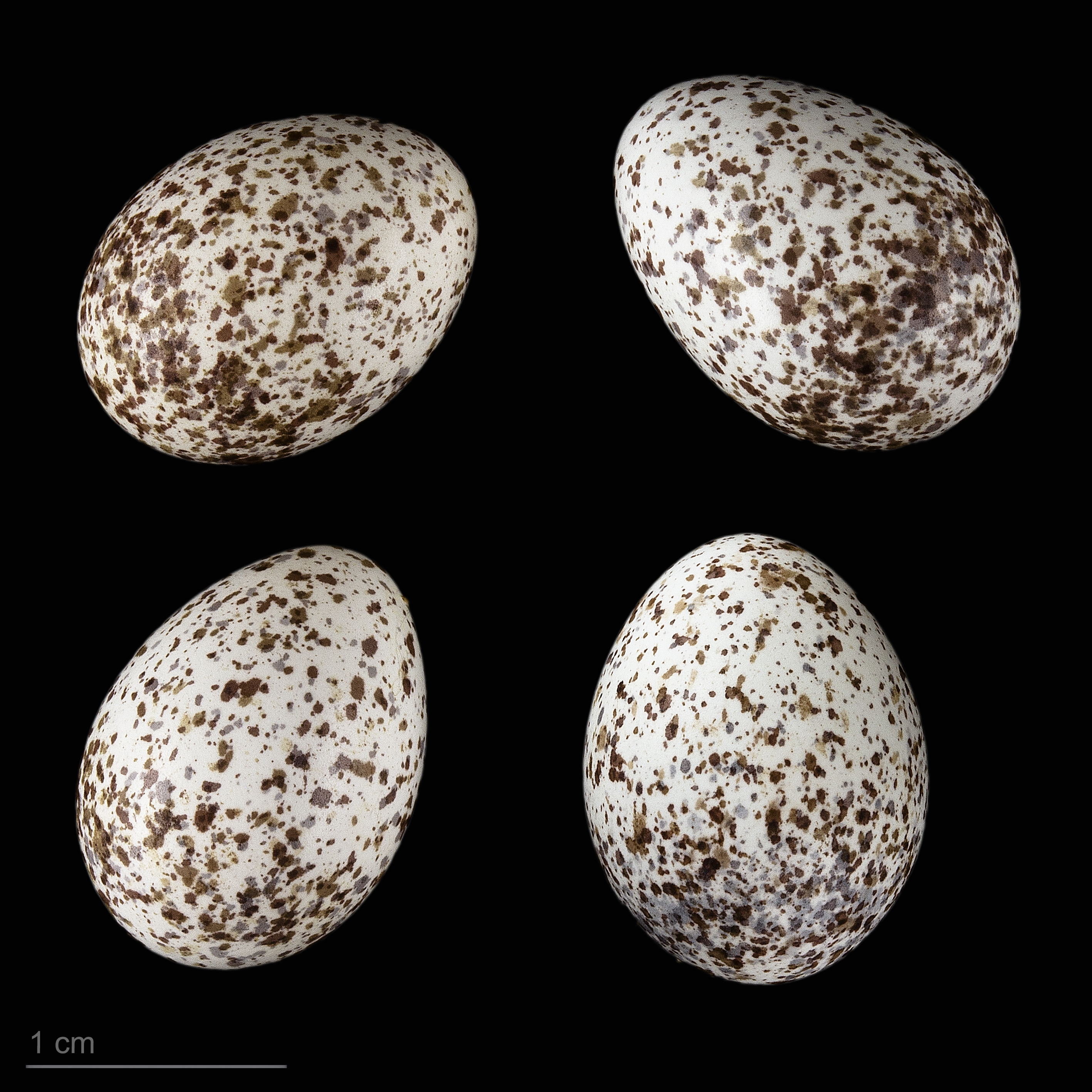
Uova di Phylloscopus sibilatrix - Museo di Tolosa

Costruisce il proprio nido in una cavità del terreno al riparo della vegetazione, riempiendola con fili d'erba e piccole foglioline.
La femmina depone da 5 a 8 piccole uova di colore biancastro con macchiettature grigie e bruno-rossastre.
L'incubazione dura circa 15 giorni. Dopo la schiusa i piccoli restano nel nido per circa 2 settimane, accuditi da entrambi i genitori.
In presenza di predatori la madre mette in atto una curiosa "pantomima": si allontana dal nido camminando sul terreno, fingendo di essere ferita ad una zampa o ad un'ala; con questo comportamento attira su di sé l'attenzione del predatore, allontanandolo dal nido, per poi volare via.

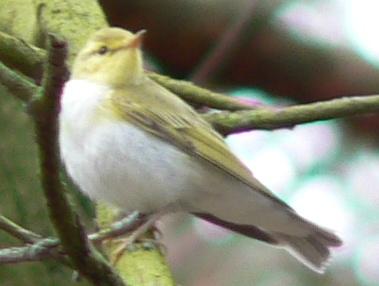
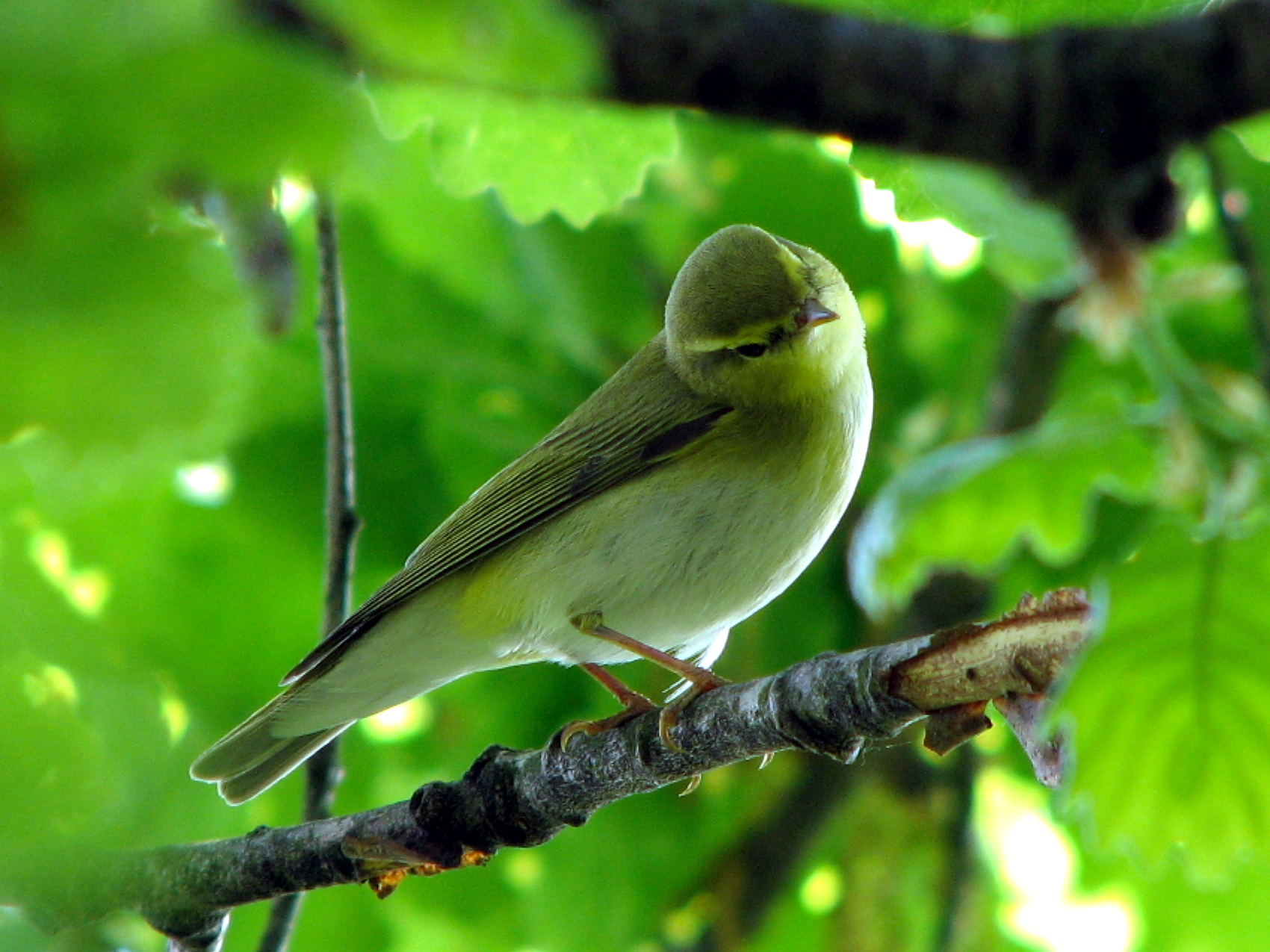
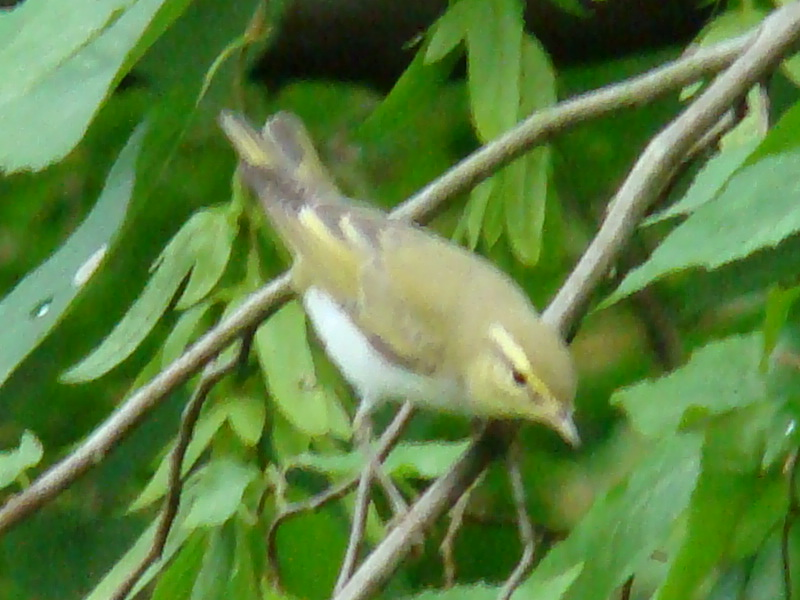
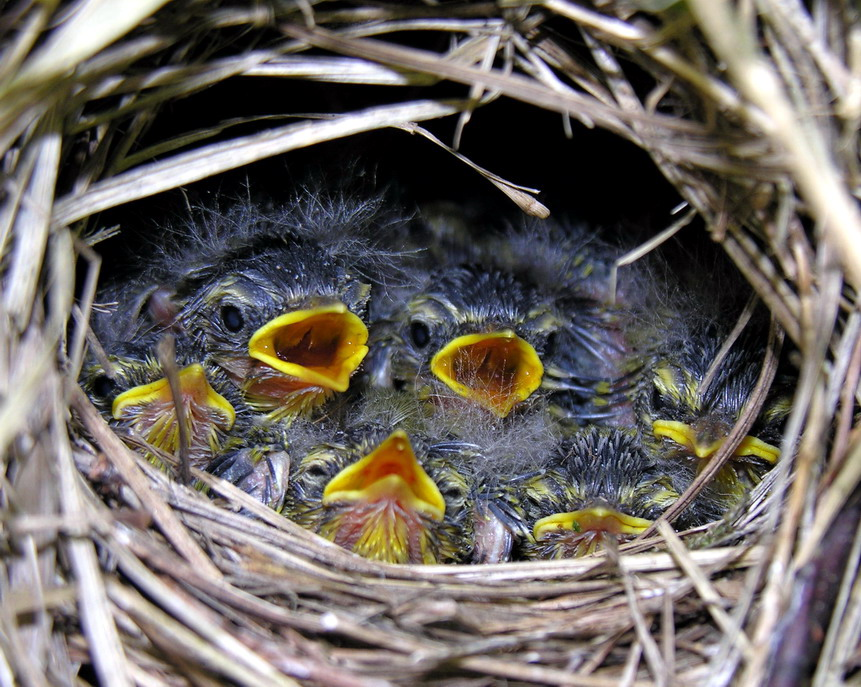